# 坂詰貴之
坂詰貴之（日语：／ Sakazume Takayuki，1972年9月3日—），日本男演員、配音員。出身於千葉縣。身高170cm。A型血。

## 人物簡介
本名相同。千葉商科大學附屬高等學校、千葉商科大學畢業。兒童劇團向日葵劇團出身。其後進入配音業界，主要參加海外電影、電視影集的日語配音。
以前經歷砂岡事務所（向日葵劇團相關企業）、Production baobab，2011年8月起加入Aksent。
興趣是健走。

## 演出作品
※粗體字表示說明飾演的主要角色。

### 電視劇
日本電視台
- 熱中時代（1978年）
- 五稜郭（日语：五稜郭 (テレビドラマ)）（1988年）－中島英次郎
- 長七郎江戶日記（日语：長七郎江戸日記） 第3系列 第15話「辰惚女」（1991年）－源之助
- 週二懸疑劇場「監察女醫室生亞季子24（日语：監察医・室生亜季子）·有異議的死因」（1998年）－吉崎晉

富士電視台
- 機器人小8 第30話（1982年）－哲二
- 家母系列 (第7作)（日语：おふくろシリーズ）（1985年）
- 鬼平犯科帳（日语：鬼平犯科帳 (中村吉右衛門)） 第3系列 第12話「隱居金七百兩」（1992年）－阿部彌太郎

朝日電視台
- 宇宙刑事卡邦 第39話「校家基地」（1983年）－山口
- 好侍兒童劇場（日语：ハウスこども劇場）「母生家·母子再」（1983年）－利行
- （1983年－1985年）－第4代櫻間長太郎
- （1987年）－早見健一
- 藝妓名偵探！（日语：舞妓さんは名探偵!）（1988年）－小林和彥
- 無賴刑事純情派（日语：はぐれ刑事純情派）（1991年）－平野忠夫
- 暴坊將軍X 第11話「女商人悲再！兄賊弟同心」（2000年）－三宅又七郎

東京電視台
- 江戶中町奉行所（日语：江戸中町奉行所）（1990年）
- 幕府阿耳役檜十三郎（日语：幕府お耳役檜十三郎） 第8話「文代筆仕候」（1991年，東京電視台）

其它
- 女人的風林火山（日语：おんな風林火山）（1986年，TBS）－織田勝長
- 居者冇其屋（1988年，NHK）

### 電影
- 日活兒童電影（日语：日活児童映画）「等很久了，轉學生！」
- 螢川（日语：螢川）（1978年）－水島龍夫

### 電視動畫
2003年
- 萬花筒之星（穆特）

2004年
- 烘焙王（諏訪原戒[4]）

2005年
- BLOOD+（加藤）

2006年
- 夢使者（社員）

2007年
- 偶像大師 XENOGLOSSIA（廣播）

2009年
- 咲-Saki-（客人）

2011年
- 名偵探柯南（刑警）

2013年
- 名偵探柯南（水町智章）

2016年
- 機動戰士鋼彈UC RE:0096（貝松）

2017年
- 將國戡亂記（ハスラー）

2018年
- 驚爆危機！Invisible Victory（警官B、警官A）
- 名偵探柯南（八尾公一）

2019年
- 多羅羅（嘍囉）
- 魯邦三世：過去的監獄（日语：ルパン三世 プリズン・オブ・ザ・パスト）（斯卡拉托斯[5]）

2023年
- 開闊天空！光之美少女（亞利利副隊長）

### OVA
2010年
- 機動戰士鋼彈UC（貝松[6]）

### 遊戲
2006年
- 音速小子（梅菲爾斯）Xbox 360、PlayStation 3（PS3）·Sega Games

2007年
- CRYSIS（士兵）Windows（Win）·Electronic Arts

2008年
- 交錯刀鋒（日语：クロスエッジ）（猶大）Xbox 360、PS3·Compile Heart

2010年
- 詭計X邏輯（日语：トリックロジック）（父親）PlayStation Portable（PSP）·SCE

### 外語配音

#### 演員
強·柏恩瑟
- 玩命再劫（Griff）
- 怒火特攻隊（Grady "Coon-Ass" Travis）
- 一錘定音（英语：Shot Caller (film)）（Frank "Shotgun"）
- 怒火邊界（Ted）
- 夜魔俠 (第2季)（法蘭克·卡索／制裁者）
- 制裁者（法蘭克·卡索／制裁者）
- 親切的弗吉尼亞（英语：Sweet Virginia (film)）（山姆）
- 打不倒的金咪（伊蘭）
- 陰屍路（夏恩·沃爾什（英语：Shane Walsh (The Walking Dead)））

喬爾·埃哲頓
- 亞瑟王（高文）
- 被抹去的男孩（Victor Sykes）
- 小芽的奇幻人生（英语：The Odd Life of Timothy Green）（James Green）

#### 電影
- 戀夏(500日)（保羅〈馬修·葛雷·古博勒〉）
- 決勝21點（吉米·費雪〈雅各布·皮特斯〉）
- 布魯斯威利之終極黑幫（Elvis Schmidt〈蕭恩·哈特西〉）
- 鼠來寶2
- 瞞天大佈局（Carmine Polito〈傑瑞米·雷納〉）
- 美國派5：裸體馬拉松（Ryan Grimm〈羅斯·舒勒·托馬斯〉）
- 集結號（趙二斗〈鄧超〉）
- 阿修羅（都昌學〈鄭滿植〉）
- 索命麻醉（英语：Awake (film)）（Jack Harper醫師〈泰倫斯·霍華德〉）
- 蒙上你的眼（Charlie〈Lil Rel Howery〉）
- 鯨奇之旅（英语：Big Miracle）（Adam Carlson〈約翰·卡拉辛斯基〉）
- 血肉森林（英语：Cabin Fever (2002 film)）（Burt〈詹姆斯·迪巴洛〉）
- 怒海劫（Shane Murphy〈Michael Chernus〉）
- Channeling (2013年電影)（Jonah Maddox〈Dominic DeVore〉）
- 暗夜鬼叫聲（英语：Darkness Falls (2003 film)）（Kyle Walsh〈Chaney Kley〉）
- 明天過後（J.D.〈奧斯汀·尼可斯〉）※影碟版。
- 千萬別眨眼（英语：Don't Blink）（Jack〈布萊恩·奧斯汀·格林〉）
- 龍之戰（Ethan Kendrick〈Jason Behr〉）
- 生死極速（英语：Driven (2001 film)）（Memo Moreno〈Cristián de la Fuente〉）※東京電視台版[注 1]。
- 英倫情人（Kip Singh〈Naveen Andrews〉）※Netflix版。
- 人造意識（Nathan Bateman〈奧斯卡·伊薩克 〉）
- 婚前一叮（Ben Stone〈盧克·威爾遜〉）
- 洩密風雲（英语：The Fifth Estate (film)）（Marcus〈Moritz Bleibtreu〉）
- 防火牆（Willy〈Vincent Gale〉）※朝日電視台版。
- 聯航93（英语：Flight 93 (2006 film)）（Mark Bingham〈Ty Olsson〉）
- 街頭日記（Andre Bryant〈Mario〉）
- 哈利·波特：火盃的考驗（Viktor Krum〈Stanislav Ianevski〉[7]）
- 墜入地獄（Tom〈Stipe Erceg〉）
- 危機倒數（J. T. Sanborn三等軍曹〈安東尼·麥凱〉）
- 魔掌（英语：Idle Hands）（Anton Tobias〈戴文·薩瓦〉）
- 牠：第二章（Henry Bowers〈Teach Grant〉[8]）
- 愛 找麻煩（Harley〈John Krasinski〉）
- 異星戰場：強卡特戰記（Kantos Khan〈詹姆斯·鮑弗〉）
- 侏羅紀世界（Takashi Hamada〈Brian Tee〉）※日本電視台版。
- 索命空間（保羅·布羅迪〈尼克·卡農〉）
- 亞瑟王（高文〈喬爾·埃哲頓〉）
- 合法入侵（英语：Lakeview Terrace）（Javier Villareal〈傑·赫南德茲〉）
- 古墓奇兵：風起雲湧（Kosa〈傑曼·翰蘇〉）※朝日電視台版。
- 末代武士（信忠〈小山田真〉[9]）※朝日電視台版。
- 天外封鎖線（Hock〈Jacky Ido〉）
- 愛上妳，愛上我（英语：Love Happens）（Tyler〈Joe Anderson〉）
- 海陸悍將系列（傑克·卡特〈麥可·“米茲”·米茲安恩〉）
  - 海陸悍將3：國土防線（英语：The Marine 3: Homefront）
  - 海陸悍將4：移動目標
  - 海陸悍將5：殺戮戰場（英语：The Marine 5: Battleground）
- 迷懵夢寐（Ted〈休·丹西〉）
- 兇鏡2（英语：Mirrors 2）（Max Matheson〈尼克·斯塔爾〉）
- 不可能的任務3（Declan Gormley〈喬納森·雷·麥耶斯〉）※富士電視台版。
- 獵豹行動（英语：The Nest (2002 film)）（Santino〈Benoît Magimel〉）※影碟版。
- 連理枝（英语：Now and Forever (2006 film)）（京民〈崔成國〉）
- 小芽的奇幻人生（英语：The Odd Life of Timothy Green）（James Green〈喬爾·埃哲頓〉）
- 死亡棋遊戲（英语：Open Graves）（Jason〈邁克·沃格爾〉）
- 海神號（Christian Sanders〈邁克·沃格爾〉）
- 私法爭鋒（ranklin Birch〈泰倫斯·霍華德〉）
- 錄到鬼2：屍控（Rosso〈Pablo Rosso 〉）
- 搖滾青春夢（英语：The Rocker (film)）（Curtis Powell〈Teddy Geiger 〉）
- 紅與黑 (1997年電影)（法语：Le Rouge et le Noir (téléfilm, 1997)）（朱利安·索雷爾（英语：Julien Sorel）〈金·羅西·史都特〉）
- 禁入廢墟（英语：The Ruins (film)）（Eric〈肖恩·阿什莫〉）
- 撒馬利亞人 (2012年電影)（英语：The Samaritan）（Ethan〈Luke Kirby〉）
- 奪命深淵（J.D.〈Christopher Baker〉）
- 天兆（Merrill Hess〈華堅·馮力士〉）※富士電視台版。
- 星河戰隊 ※影碟版。
- 舞力全開（Tyler Gage〈查尼·泰坦〉）
- 超人（少年時期的克拉克·肯特〈傑夫·伊斯特（英语：Jeff East）〉）※朝日電視台新錄製版。
- 德州電鋸殺人狂（摩根〈喬納森·塔克〉）
- 捍衛戰士（Rick "Hollywood" Neven〈Whip Hubley〉）※東京電視台版。
- 暮光之城：無懼的愛（Sam Uley）※日本電視台版。
- 魔獸：崛起（Llane Wrynn王〈多米尼克·庫珀〉）
- 生命中最抓狂的小事（Simón Fisher〈Ricardo Darín〉）
- 獵風行動（Private Ben Yahzee〈Adam Beach〉）※朝日電視台版。
- 天才接班人（James Leer〈托比·馬奎爾〉）
- 限制級戰警（Toby Lee Shavers〈Michael Roof〉）※朝日電視台版。

#### 電視影集
- 13 駭人遊戲（普吉·普恩納通〈庫薩達·蘇庫尚·克拉普（英语：Krissada Sukosol Clapp）〉）
- 瑞士家庭魯賓遜歷險記（英语：The Adventures of Swiss Family Robinson）（恩斯特·魯賓遜〈基蘭·哈奇森（英语：Kieren Hutchison）〉）
- 瑪波小姐探案
  - 瑪波小姐探案3：奉命謀殺（米奇）
  - 瑪波小姐探案4：借鏡殺人（英语：They Do It with Mirrors）（史蒂夫·瑞斯塔瑞克〈利亞姆·加里根〉）
- 校園大狼（英语：Big Wolf on Campus）（湯瑪斯·“湯米”·P·道金斯〈布蘭登·奎因〉）
- 火線警告（亞當·斯科特〈達尼·皮諾〉）
- 聖女魔咒 (第8季／The Final)（戌年）
- 加州靡情（班）
- 追（英语：Chase (2010 TV series)）（Adam Rothschild）
- 醫門英傑 (第5季)（英语：Chicago Hope）（Yeats）
- 鐵證懸案（第6季：James Valentine〈Sharif Atkins〉、第7季／The Final：Bobby）
- 諜影迷情 (第2季)（Little Magnus）
- 犯罪心理（Michael、Charlie、Jeffrey Collins）
- 犯罪心理：嫌犯動機（Martin）
- CSI犯罪現場：邁阿密 (第10季／The Final)（Mason）
- CSI犯罪現場：紐約 (第7季)（Bobby Renton）
- 法網裂痕 (第2季)（Fin Garrity）
- 辯護律師（Aaron）
- 慾望師奶（John Rowland〈傑西·麥特卡爾菲〉）
- 美女上錯身（Tony）
- 神奇律師（Oscar Ramirez）
- 奇皇后（趙參〈金亨範〉）
- 急診室的春天（第10季：曾雙〈傑米森·楊〉、第11季：CJ〈艾德恩·莫羅〉、第13季：威利斯·佩頓〈蕭恩·哈特西〉、第14季：貝文·黃〈傑克·J·楊（英语：Jack J. Yang）〉、第15季：尼克）
- 閃點行動（花瓣）
- 「法」妻 (第3季)（迪倫·史塔克〈賈森·比格斯〉）
- 檀島警騎2.0（梁紹恩〈李諸赫〉）
- 超異能英雄（年輕時的查爾斯·迪威奧克斯）
- 大騙局（丹尼·布魯〈馬克·沃倫（英语：Marc Warren）〉）
- 火線警探（雷蘭·吉文斯聯邦保安官〈蒂莫西·奧利芬特〉）
- 太王四神記（甘潼〈金光英〉）
- 戰神（陳曉彥〈王傳一〉）
- 獵豔情人（英语：Mistresses (U.S. TV series)）（哈利）
- 重返犯罪現場（朝二等兵）
- 護士當家（Sam〈Arjun Gupta〉）
- 聖殿春秋（英语：The Pillars of the Earth (miniseries)）（Alfred〈Liam Garrigan〉）
- 終極玩家（Cal Brown〈Damon Gupton〉）
- 羅斯威爾（Max Evans〈Jason Behr〉）
- 星際之門：SG-1（Cameron Mitchell〈本·布勞德〉）
- 新進社員（姜虎〈文晸赫〉）
- 命運觸控點（計程車司機）
- 功夫少女吳溫蒂（英语：Wendy Wu: Homecoming Warrior）（Austin）
- 妙警賊探（James Roland〈丹尼·馬斯特森〉）
- 魷魚遊戲（成奇勳〈李政宰〉）

#### 動畫
- 龍的故事（英语：Dragon Tales）（奧德〈泰·歐森（英语：Ty Olsson）〉）
- 超人特攻隊2（黑髪刑警[10]）

### 廣播劇
- VOMIC 爆漫王。（川口太郎）

## 腳註

## 外部連結
- Aksent公式官網的聲優簡介（页面存档备份，存于） （日語）